# Les Thugs
Les Thugs ist eine Indie-Rock-Band aus Frankreich. Sub Pop Records nahm die vom melodischen Hardcore Punk beeinflusste Band 1993 unter Vertrag.

## Geschichte
Die beiden Brüder Eric und Christophe Sourice spielten bereits seit 1979 in verschiedenen Bands wie IVG, Dazibao und Stress Punk mit französischen Texten. 1983 gründeten sie in Angers zusammen mit dem ehemaligen Stress-Sänger Philippe Brix, Gerald Chabaud und Thierry Meanard die Band Les Thugs. Der Bandname bezieht sich auf die historische Bruderschaft der Thuggee, einer Anhängerschaft der Göttin Kali und nicht direkt auf
das damit verbundene englische Lehnwort thug (dt. Schläger, Rowdy).
Die Band nimmt mehrere Mini-LPs und EPs auf, die über verschiedene Independent-Labels in Frankreich erscheinen. Ab der EP Electric Trouble findet sich mit dem englischen Label Vinyl Solution ein internationaler Vertrieb. Die Aufnahmen zu dieser EP fanden im Londoner Redwood Studio statt. Während einer Tour durch Sardinien verlässt Chabaud überraschend die Band, ein weiterer Sourice-Bruder steigt ein. Pierre-Yves Sourice debütiert im Juni 1988 in Grenoble. 1988 erscheint auch die Maxi Dirty White Race.
1989 sind Bruce Pavitt und Jonathan Poneman, die Gründer von Sub Pop, zusammen mit Mudhoney auf dem Berlin Independence Days-Festival. Poneman bezeichnet das Line-up des Festivals „ätzend“, aus Spaß wollte er sich noch eine französische Band ansehen, doch diese überzeugt ihn („blew my shit away“). 1992 sind sie auf einem Tribute-Album für die Dead Kennedys anlässlich der hundertsten Veröffentlichung von Alternative Tentacles.
Zunächst wurde ein Vertrag über eine Single abgeschlossen, doch die Zusammenarbeit dauert bis heute an. Mit Ausnahme des Albums I.A.B.F. wurden alle Alben in Amerika von Sub Pop verlegt. I.A.B.F. erschien über Alternative Tentacles.

## Stil
Der Musikstil der Band wird oft als „psychedelischer“ Hardcore beschrieben. Eigentümlich ist v. a. die dezidiert melancholische Schlagseite, die sich auf etlichen Platten durch ihre dennoch treibende Punkrock-Musik zieht. Die Band selbst bezeichnet ihren Stil als Rock ’n’ Roll, beeinflusst von Johnny Kidd bis Sex Pistols oder Buzzcocks. Parallelen lassen sich zu The Saints und The Replacements ziehen. Die Band hat sowohl französische wie auch englische Texte.

## Diskografie
- Frentic Dancing (EP) (1985)
- Radical Hystery (MLP) (1986)
- Electric Troubles EP (1988, Rerelease bei Sub Pop 1989)
- Dirty White Race (12’’) (1988)
- Chess & Crimes (7’’) (1989)
- Still Hungry (1990)
- I.A.B.F. (1991)
- As Happy As Possible (1993)
- Strike (1996)
- Nineteen Something (1998)
- Tout Doit Disparaître (1999)